# Estrómboli
Estrómboli (en italiano: Stromboli) es una pequeña isla italiana bañada por el mar Tirreno, cuya principal característica es la de ser la cima emergida del volcán activo homónimo. La isla es una de las islas Eolias, un archipiélago volcánico al norte de Sicilia. Su nombre es una corrupción del antiguo nombre griego Στρογγυλή (Stroŋgulḗ) que se le dio por su forma redondeada y abombada. El año 2000 fue inscrita junto al resto del archipiélago en la lista del Patrimonio de la Humanidad de la Unesco.

## Descripción
El volcán Estrómboli se eleva 924 metros sobre el nivel del mar, pero tiene en realidad una altitud de 2000 metros sobre el suelo oceánico. Hay tres cráteres activos en la cumbre. Una característica geológica significativa del volcán es la Sciara del Fuoco («Carretera de fuego»), una gran depresión en forma de herradura generada en los últimos 13 000 años  por varios colapsos en la cara noroeste del cono. Por ella descienden hasta el mar los bloques de lava y fuego después de cada una de las frecuentes explosiones.

Erupción del Estrómboli en el verano de 2015 (animada).

Desde la cima de este volcán se puede observar en directo el magma incandescente. El ascenso hasta el cono volcánico del Estrómboli se realiza por la tarde, para llegar a las bocas eruptivas (200 metros por debajo de la cima) al anochecer. El recorrido, de unas seis horas, no es sencillo, especialmente en el último tramo donde la fina escoria volcánica hace que se retroceda dos pasos por cada uno que se avanza. Sin embargo, los estallidos centelleantes con que el volcán recibe al visitante compensan cualquier esfuerzo. La subida finaliza a 364 m sobre el nivel del mar. el cráter, un inmenso embudo que expulsa constantes fumarolas y del que emanan vapores de azufre entre 100 y 200 °C.
La última erupción violenta se produjo en 1930 y desde entonces está en permanente vigilancia. La última erupción empezó el 9 de octubre de 2022. Las explosiones de fuego y lava se repiten rítmicamente cada 20 minutos, y como prólogo a cada erupción se oye un potente rugido, el suelo tiembla y finalmente surgen los fogonazos.
Un cartel al inicio del ascenso advierte del peligro de permanecer más de una hora inhalando el anhídrido sulfúrico de las emisiones volcánicas.
Quienes quieran ahorrarse la subida hasta el cráter del Estrómboli pueden optar por las excursiones marítimas nocturnas que parten desde el puerto y se apostan frente a la Sciara de Fuoco.

## Literatura
Este volcán tiene un importante papel en la novela de Julio Verne Viaje al centro de la Tierra.
Estrómboli (Impedimenta, 2016) es un libro de cuentos de Jon Bilbao. Uno de sus relatos, que da nombre al libro, se ambienta en esta isla italiana.

## Cinematografía
La mayor parte de la historia narrada en la película de 1950 Stromboli. Tierra de Dios (Stromboli (Terra di Dio)), dirigida por Roberto Rossellini e interpretada por Ingrid Bergman, Mario Vitale, Renzo Cesana, Mario Sponzo, Roberto Onorati y Gaetano Famularo, transcurre en esta isla, con la omnipresencia del volcán.